# Xenephias
Xenephias is een geslacht van rechtvleugeligen uit de familie Pyrgomorphidae. De wetenschappelijke naam van dit geslacht is voor het eerst geldig gepubliceerd in 1973 door Kevan.

## Soorten
Het geslacht Xenephias  is monotypisch en omvat slechts de volgende soort:
- Xenephias socotranus (Kevan, 1973)